# Thomas Bogenberger
Thomas Bogenberger (* 1952 in Traunstein) ist ein deutscher Komponist für Film-, Hörspiel- und Theatermusik sowie Krimiautor.

## Leben
Nach dem Abitur in Prien am Chiemsee studierte Bogenberger Medizin in Gießen und Erlangen und promovierte 1979. Danach setzte er seine Karriere als Musiker fort und studierte begleitend Musikwissenschaft an der LMU München. Neben seiner musikalischen Tätigkeit war er in den 1980ern Mitglied des „Revuekabarett Blackout“ und wirkte als Komponist, Musiker und Kabarettist an zahlreichen Kabarett- und Musiktheaterproduktionen mit, vor allem im Münchner „Hinterhoftheater“, dem „Theater Drehleier“ und dem „Schlachthof“. Während dieser Zeit schrieb er erste Hörspielmusiken und Fernsehkompositionen („Aschentonnenrevue“) für den Bayerischen Rundfunk.
In den 1990ern wurde er Komponist und musikalischer Leiter der satirischen Fernsehreihe „Das Brettl aus dem Lustspielhaus“ (BR) mit Gastgebern von Uwe Ochsenknecht und Saskia Vester bis Otto Grünmandl, Ingrid Steeger oder Veronika Fitz. Darüber hinaus komponierte er Bühnenmusik und Songs für Kabarettisten und Schauspieler wie z. B. Andreas Giebel, Urban Priol, Miki Malör, Helmut Schleich, Michael Altinger, Jörg Maurer, Gerd Anthoff und Krista Posch (Auswahl).
Seit 2000 schrieb Bogenberger vermehrt Hörspiel- und Filmmusik und war Mitglied unterschiedlichster Ensembles wie „Erogene Zone“ mit Krista Posch oder des Edith Piaf Musicals „Hommage“ mit Petra Lamy. Seit 2011 ist er Gitarrist der musikalischen Lesung „Damals an Weihnachten“ von Gerd Anthoff. 2014 schloss sich der Multiinstrumentalist als Bassist der Rhythm & Blues Formation „Blues4Use“ an.
Als Krimiautor debütierte er 2011 mit Chiemsee Blues. Es folgten weitere Krimis um Kommissar Hattinger, die im Pendragon Verlag erschienen.
Er hat zusammen mit der Drehbuchautorin Ariela Bogenberger drei Kinder und lebt in Prien am Chiemsee.

## Bücher
- Chiemsee Blues. Hattinger und die kalte Hand. Mit einer kleinen Sprachkunde von Thomas Bogenberger. Pendragon Verlag, Bielefeld 2011, ISBN 978-3-86532-273-9.
- Hattinger und der Nebel. Mit einer kleinen Sprachkunde von Thomas Bogenberger. Pendragon Verlag, Bielefeld 2014, ISBN 978-3-86532-390-3.
- Hattinger und die Schatten. Pendragon Verlag, Bielefeld 2016, ISBN 978-3-86532-551-8.
- Hattinger und der verschollene Bruder. Pendragon Verlag, Bielefeld 2023, ISBN 978-3-86532-836-6.

## Verfilmungen
- Hattinger und die kalte Hand (Fernsehfilm, 90 Min, ZDF) (Drehbuch: Ariela Bogenberger, nach dem Roman von Thomas Bogenberger, Regie: Hans Steinbichler), 2013.
- Hattinger und der Nebel (Fernsehfilm, 90 Min, Network Movie für ZDF) (Drehbuch: André Georgi, nach dem Roman von Thomas Bogenberger, Regie: Viviane Andereggen), 2016.

## Musik

### Film / Fernsehen (Auswahl)
- Die Verführerin Adele Spitzeder (Fernsehfilm, ARD/ORF) Regie: Xaver Schwarzenberger
- Herbstkind (Fernsehfilm, ARD), Filmsongs (Text & Musik), Score: Helmut Zerlett, Regie: Petra K. Wagner
- Hartmut, der Hypochonder (Dokumentation, WDR) Regie: Martin Weinhart
- Silas (Dokumentation, WDR) Regie: Martin Weinhart
- Sommerwind (Fernsehfilm, ARD) Regie: Werner Siebert
- Froschkönig (Fernsehfilm, BR) Regie: Werner Siebert
- Aschentonnen-Revue (BR)
- Die Donau (Doku-Show, BR/ORF)
- Das Brettl aus dem Lustspielhaus (Reihe, BR) Komposition & Musikalische Leitung

### Hörspiel / CD / DVD (Auswahl)
- Die Verführerin Adele Spitzeder (DVD, Telepool / BR / ORF), mit Birgit Minichmayr, Sunnyi Melles, Marianne Sägebrecht u. a.
- Träumen Androiden (Hörspiel, BR, CD bei DHV / Kurd Laßwitz-Preis)
- Das Gesicht des Fremden (Hörspiel, BR, CD bei DHV)
- Blade Runner (Hörspiel, BR, CD bei DHV / „Bestes Hörspiel 1999“)
- Erogene Zone, Krista Posch (CD, Upsolute Music Records)
- Zeit aus den Fugen (Hörspiel, BR)
- Rudy Ratz (Hörspielserie, BR, 64 Folgen)
- Kälte – Eine Winterreise (Hörspiel, BR)
- Arcturella (Hörspiel, BR)
- Das Schreckhupferl (Gruselhörspiel-Reihe, BR)
- Im Tal der Toten (Hörspiel, BR)
- Wer denkt denn gleich an Mord (Hörspiel, BR)
- Dunkler Grund (Hörspiel, BR)